# Suzuki Splash

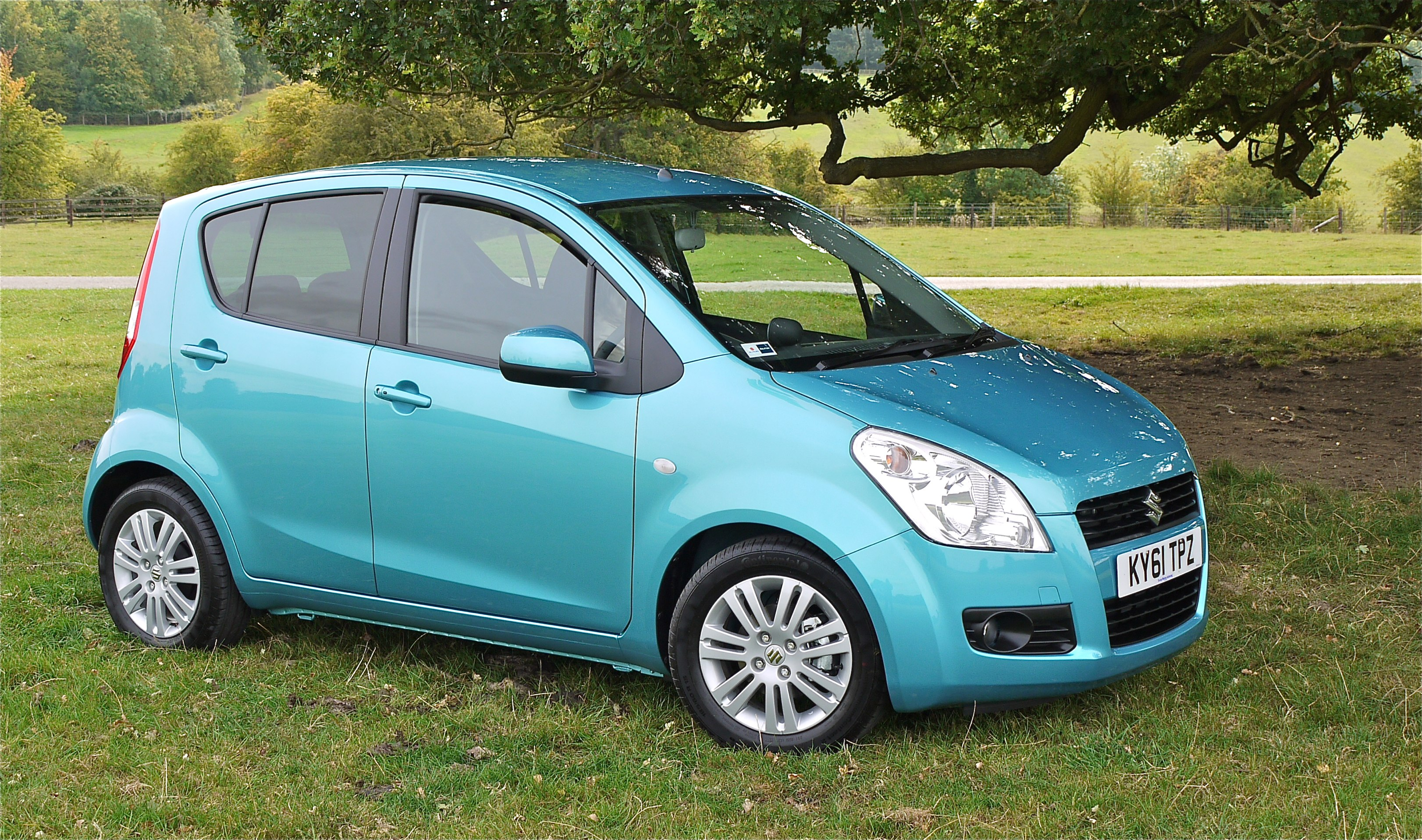
Suzuki Splash

Suzuki Splash är en småbil från Suzuki. Bilen utvecklades i samarbete med Opel, som också saluförde sin version som Opel Agila. Första konceptbilen Splash premiärvisades 2006. Den färdiga bilen premiärvisades 2007 och började säljas 2008. Suzuki Splash tillverkas i Ungern. I Indien tillverkas den av Maruti Suzuki för den indiska marknaden under namnet Maruti Suzuki Ritz. 